# Oakes
Oakes è un centro abitato (city) degli Stati Uniti d'America, situato nella Contea di Dickey nello Stato del Dakota del Nord. Nel censimento del 2000 la popolazione era di 1.979 abitanti. La città è stata fondata nel 1886.

## Geografia fisica
Secondo i rilevamenti dell'United States Census Bureau, la località di Oakes si estende su una superficie di 4,30 km², tutti occupati da terre.

## Popolazione
Secondo il censimento del 2000, a Oakes vivevano 1.979 persone, ed erano presenti 495 gruppi familiari. La densità di popolazione era di 464 ab./km². Nel territorio comunale si trovavano 908 unità edificate. Per quanto riguarda la composizione etnica degli abitanti, il 97,27% era bianco, lo 0,20% era nativo e l'1,01% proveniva dall'Asia. L'1,01% apparteneva ad altre razze, mentre lo 0,51% a due o più razze. La popolazione di ogni razza ispanica corrispondeva al 2,58% degli abitanti.
Per quanto riguarda la suddivisione della popolazione in fasce d'età, il 24,8% era al di sotto dei 18, il 6,6% fra i 18 e i 24, il 23,0% fra i 25 e i 44, il 21,0% fra i 45 e i 64, mentre infine il 24,5% era al di sopra dei 65 anni di età. L'età media della popolazione era di 42 anni. Per ogni 100 donne residenti vivevano 93,5 maschi.